# Nasidio
Nasidio  è un personaggio della Pharsalia di Lucano. Esso è uno dei soldati di Catone Uticense del quale viene descritta la morte durante l'attraversamento del deserto libico (il Sahara).
In particolare Nasidio venne morso da un serpente e iniziò a gonfiarsi fino a spezzare la corazza che lo rivestiva, dopo di che il suo corpo esplose riducendosi a una massa di materia informe.
Dante Alighieri lo cita nell'Inferno (XXV, v. 95) a proposito delle metamorfosi tra dannati della bolgia dei ladri e serpenti, accanto a Sabello, che ebbe una simile sorte.